# Secrets (televisieserie)
Secrets, een spin-off van de televisieserie Thuis, is een Vlaamse serie die in 2018 werd uitgezonden op één en op de website van de VRT. De reeks draait rond een groep scholieren uit Mechelen.

## Verhaal
De reeks gaat over een groep jongeren van het Stedelijk Middelbaar Instituut Mechelen. Na een dramatische gebeurtenis op skireis wordt het leven van de laatstejaars helemaal op z’n kop gezet. Wanneer ze terug op school zijn, worden er op een sociale mediapagina geruchten verspreid dat het ongeval misschien toch geen ongeval was. Het zijn die geruchten die het dagelijkse leven van de jongeren moeilijk maken.

## Titelsong en videoclip
De eerste beelden van de nieuwe serie zijn te zien in de videoclip van Let you go, de titelsong van Secrets. De videoclip werd gemaakt door Adil El Arbi en Bilall Fallah. Let you go is gemaakt door zangeres OT en dj BVD KULT. OT werd door radiozender MNM verkozen tot Rising Star 2017 en ze figureerde zelf in de videoclip van het lied.

## Rolverdeling
| Acteur              | Personage | Verschijnt in Thuis |
| ------------------- | --------- | ------------------- |
| Elise Roels         | Emma      | Ja                  |
| Annabet Ampofo      | Nicky     | Ja                  |
| Eve van Avermaet    | Lauren    | Nee                 |
| Jaap van Veen       | Maarten   | Nee                 |
| Désirée Viola       | Adina     | Nee                 |
| Thijs Antonneau     | Cédric    | Ja                  |
| Jonas Vermeulen     | Vincent   | Ja                  |
| Lindsy Dias         | Kato      | Ja                  |
| Elias Vandenbroucke | Davy      | Nee                 |
| Rob Van der Auwera  | Julian    | Nee                 |
| Brecht De Groot     | Floris    | Ja                  |
| Circé Lethem        | Hilde     | Nee                 |

## Uitzendingen
| Week            | Afleveringen |
| --------------- | ------------ |
| Week 1: Emma    | 1-5          |
| Week 2: Adina   | 6-10         |
| Week 3: Kato    | 11-15        |
| Week 4: Vincent | 16-20        |
| Week 5: Nicky   | 21-25        |
| Week 6: Lauren  | 26-30        |
| Week 7: Davy    | 31-35        |
| Week 8: Cedric  | 36-40        |
| Week 9: Maarten | 41-44        |